# Paramoechotypa fasciculata
Paramoechotypa fasciculata är en skalbaggsart som beskrevs av Stefan von Breuning 1938. Paramoechotypa fasciculata ingår i släktet Paramoechotypa och familjen långhorningar. Inga underarter finns listade i Catalogue of Life.